# Мораиш, Жуан
Жуан Педро Мораиш (порт. João Pedro Morais ; 6 марта 1935, Кашкайш, Португалия — 27 апреля 2010, Вила-ду-Конди, Португалия) — португальский футболист. Вместе со своей сборной занял 3 место на чемпионате мира 1966.

## Карьера
Жуан начал свою карьеру в футбольном клубе «Калдаш». В его составе он провел 1 год, с 1954 по 1955.

В 1955 году перешел в ФК «Торренс». За 3 года в этом клубе он сыграл 41 матч и забил 18 мячей.

После ухода из Торренса, Жуан стал играть в составе футбольного клуба Спортинг из Лиссабона. За 11 лет в этом клубе он сыграл 192 матча, в которых забил 50 раз.
В период с 1970 по 1973 год играл в футбольных клубах «Риу Аве» и «Пасуш де Феррейра». В 1973 году завершил профессиональную карьеру игрока.

С 1966 по 1967 год играл за национальную сборную Португалии. В её составе завоевал бронзовые медали на чемпионате мира 1966 года. Всего провел 9 матчей, в которых ни разу не забил.

## Награды
Клубные
Спортинг
Чемпионат Португалии
- Чемпион (2): 1961/62, 1965/66

Кубок Португалии
- Чемпион (1): 1962/1963

Кубок обладателей кубков УЕФА
- Чемпион (1): 1963/1964

Международные
Чемпионат мира по футболу
- 3 место (1): 1966